# Kresy

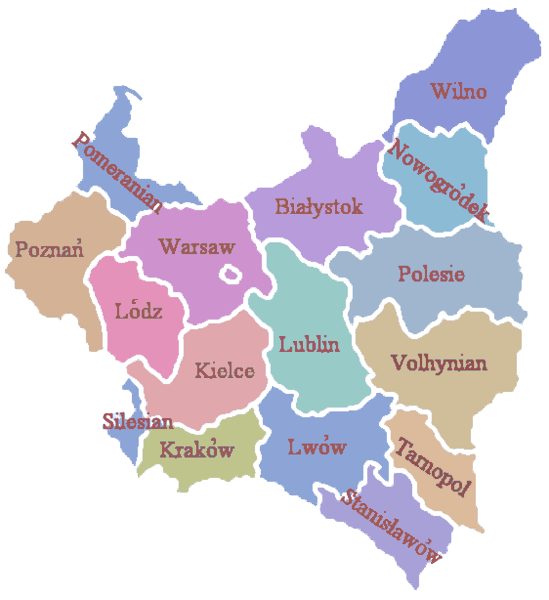
Voïvodies polonaises de 1922 à 1939. À cette époque, les Kresy correspondent aux six régions orientales.

Les Kresy, pluriel qui signifie « périphérie » ou « frontière » en polonais et équivaut au français « confins », correspondent au territoire oriental de la république des Deux Nations, qui était la réunion de la couronne de Pologne et du grand-duché de Lituanie. Aujourd'hui, ce terme n'a qu'un sens historique.

## Histoire
Le sens et la portée géographique du terme « Kresy » est complexe et a évolué au fil du temps. Aux XVIIe et XVIIIe siècles, le nom propre « Kresy » (écrit avec une majuscule) désigne une bande étroite de terres frontalières dans la partie sud-est de la république des Deux Nations sur laquelle sont cantonnées des unités militaires du Royaume.
L'introduction du terme dans le vocabulaire polonais au sens actuel est le fait du poète et géographe polonais Wincenty Pol qui l'emploie dans sa rhapsodie Mohort, publiée en 1854, pour désigner une région frontalière éloignée vivant à son propre rythme. À cette époque, la république des Deux Nations n'existe plus et, peu de temps après, le terme acquiert une signification géographique plus large. Il désigne les territoires du sud-est de l'ancien État polono-lituanien, annexés par l'Empire russe à la suite des partages de la Pologne, situés à l’est des fleuves Boug et Niémen. Dans la nomenclature russe, ces terres sont appelées « gouvernement du sud-ouest » ou « pays du sud-ouest ».
Le terme Kresy ne devient donc populaire dans la langue polonaise que durant 1795-1919, période durant laquelle la Pologne est rayée de la carte européenne. 

La Pologne avant et après la Seconde Guerre mondiale..

Après le recouvrement de l'indépendance par la Pologne en 1918, dans la période durant l'entre-deux-guerres, « Kresy » désigne les six voïvodies orientales de la deuxième république de Pologne.
En septembre 1939, en application du pacte Hitler-Staline, l'Union soviétique annexe les Kresy plus Białystok et Lwów, et les intègre dans les républiques socialistes soviétiques d'Ukraine et de Biélorussie (qui laisse neuf mois plus tard la région de Wilno à la Lituanie, elle-même alors annexée et transformée en république soviétique). En 1941, le Troisième Reich prend le contrôle de la région, avant de la céder en 1944 à l'URSS.
Cette situation est confirmée après la Seconde Guerre mondiale, la conférence de Yalta s'appuyant sur la ligne Curzon, sauf pour Białystok qui est rendue à la Pologne. Le gouvernement polonais en exil, cependant, ne reconnaîtra jamais cet accord. En Pologne communiste, le terme « Kresy » est supprimé du dictionnaire des termes nationaux polonais. Du fait de la politique des autorités communistes polonaises subordonnées à l'Union soviétique, c'est en pratique un mot interdit. À la place, les termes dérivés de la terminologie soviétique « Biélorussie occidentale » et « Ukraine occidentale » sont alors employés.
Depuis la dislocation de l'Union soviétique, ces territoires appartiennent aux trois nouveaux États indépendants que sont la Biélorussie, la Lituanie et l'Ukraine. L'historiographie polonaise a retrouvé la liberté d'utiliser le terme « Kresy », mais en même temps un nouveau terme, plus neutre est recherché qui serait moins polono-centré pour les historiens des pays frontaliers de la Pologne.

## Étymologie
Le mot Kres est un germanisme, emprunté au moyen bas allemand « Kres » et fixé dans l'écrit au XVIIIe siècle, après les partages des territoires polonais entre la Prusse, l'Autriche et la Russie, par lequel les colons prussiens du Drang nach Osten désignaient la zone au-delà de leurs implantations. Le mot correspondant en allemand moderne est Kreis, qui signifie au sens littéral « cercle » et, au sens d'un découpage territorial, « arrondissement ».
En polonais, le mot kres au singulier signifie « frontière, limite », tandis que le même terme au pluriel, kresy, désigne « la partie du pays située près de cette frontière, en particulier les anciens territoires polonais de l’Est ».

## Villes principales
| Ville       | Population | Polonais | Yiddish et hébreu | Allemand | Ukrainien et ruthène | Biélorusse | Russe | Lituanien | Autre | Fait aujourd'hui partie de : |
| ----------- | ---------- | -------- | ----------------- | -------- | -------------------- | ---------- | ----- | --------- | ----- | ---------------------------- |
| Lwów        | 312 231    | 63 %     | 24 %              | 1 %      | 11 %                 | 0 %        | 0 %   | 0 %       | 0 %   | Ukraine                      |
| Wilno       | 195 071    | 66 %     | 28 %              | 0 %      | 0 %                  | 1 %        | 4 %   | 1 %       | 0 %   | Lituanie                     |
| Stanisławów | 59 960     | 44 %     | 38 %              | 2 %      | 16 %                 | 0 %        | 0 %   | 0 %       | 0 %   | Ukraine                      |
| Grodno      | 49 669     | 47 %     | 42 %              | 0 %      | 0 %                  | 3 %        | 8 %   | 0 %       | 0 %   | Belarus                      |
| Brześć      | 48 385     | 43 %     | 44 %              | 0 %      | 1 %                  | 7 %        | 5 %   | 0 %       | 0 %   | Belarus                      |
| Daugavpils  | 43 226     | 21 %     | 27 %              | -        | -                    | 2 %        | 19 %  | -         | 30 %  | Lettonie                     |
| Borysław    | 41 496     | 55 %     | 25 %              | 1 %      | 19 %                 | 0 %        | 0 %   | 0 %       | 0 %   | Ukraine                      |
| Równe       | 40 612     | 28 %     | 56 %              | 1 %      | 8 %                  | 0 %        | 7 %   | 0 %       | 1 %   | Ukraine                      |
| Tarnopol    | 35 644     | 78 %     | 14 %              | 0 %      | 8 %                  | 0 %        | 0 %   | 0 %       | 0 %   | Ukraine                      |
| Łuck        | 35 554     | 32 %     | 49 %              | 2 %      | 9 %                  | 0 %        | 6 %   | 0 %       | 1 %   | Ukraine                      |
| Kołomyja    | 33 788     | 65 %     | 20 %              | 4 %      | 11 %                 | 0 %        | 0 %   | 0 %       | 0 %   | Ukraine                      |
| Drohobycz   | 32 261     | 58 %     | 25 %              | 0 %      | 16 %                 | 0 %        | 0 %   | 0 %       | 0 %   | Ukraine                      |
| Pińsk       | 31 912     | 23 %     | 63 %              | 0 %      | 0 %                  | 4 %        | 9 %   | 0 %       | 0 %   | Belarus                      |
| Stryj       | 30 491     | 42 %     | 31 %              | 2 %      | 25 %                 | 0 %        | 0 %   | 0 %       | 0 %   | Ukraine                      |
| Kowel       | 27 677     | 37 %     | 46 %              | 0 %      | 9 %                  | 0 %        | 7 %   | 0 %       | 0 %   | Ukraine                      |
| Włodzimierz | 24 591     | 39 %     | 43 %              | 1 %      | 14 %                 | 0 %        | 3 %   | 0 %       | 0 %   | Ukraine                      |
| Baranowicze | 22 818     | 43 %     | 41 %              | 0 %      | 0 %                  | 11 %       | 4 %   | 0 %       | 0 %   | Belarus                      |
| Sambor      | 21 923     | 62 %     | 24 %              | 0 %      | 13 %                 | 0 %        | 0 %   | 0 %       | 0 %   | Ukraine                      |
| Krzemieniec | 19 877     | 16 %     | 36 %              | 0 %      | 42 %                 | 0 %        | 4 %   | 0 %       | 1 %   | Ukraine                      |
| Lida        | 19 326     | 63 %     | 33 %              | 0 %      | 0 %                  | 2 %        | 2 %   | 0 %       | 0 %   | Belarus                      |
| Czortków    | 19 038     | 55 %     | 26 %              | 0 %      | 19 %                 | 0 %        | 0 %   | 0 %       | 0 %   | Ukraine                      |
| Brody       | 17 905     | 45 %     | 35 %              | 0 %      | 20 %                 | 0 %        | 0 %   | 0 %       | 0 %   | Ukraine                      |
| Słonim      | 16 251     | 52 %     | 41 %              | 0 %      | 0 %                  | 4 %        | 2 %   | 0 %       | 0 %   | Belarus                      |
| Wołkowysk   | 15 027     | 50 %     | 39 %              | 0 %      | 0 %                  | 7 %        | 5 %   | 0 %       | 0 %   | Belarus                      |

## Sources
(janvier 2020).
- (pl) Encyklopedia Gazety Wyborczej [« Encyclopédie de Gazeta Wyborcza »], t. 9 : krema – ludno, Cracovie, Mediasat Poland / Mediasat Group, Wydawnictwo Naukowe PWN, Agora (ISBN 978-83-89651-44-0, 84-9789-829-X et 83-89651-44-0), « Kresy », p. 9−10.
- T. Snyder, La reconstruction des nations : Pologne, Ukraine, Lituanie, Bélarus (1569-1999), Paris, Gallimard, coll. « Bibliothèque des Histoires », 2017.